# Geocronologia
A  geocronologia é um campo de investigação científica preocupada em determinar a idade e história das rochas da Terra. Tais determinações são feitas por meio de datação absoluta ou datação relativa.
- A estratigrafia e a paleontologia permitem uma geocronologia relativa.
- A radiocronologia é um dos métodos de geocronologia absoluta.

## Radioatividade
A Radioatividade pode ser definida como a mudança nuclear espontânea, caracterizada pela emissão de radiação eletromagnética ou partículas que resulta na transformação de um elemento em outro.

### O processo de decaimento
O decaimento radioativo é o nome do processo pela qual o elemento instável, espontâneamente, transforma-se em um elemento radiogênico (ou filho). Há três tipos de decaimento radioativo:
1. Decaimento alfa - Nada menos que o núcleo de Hélio, de massa quatro (dois prótons e dois nêutrons), que é emitido de um núcleo.
2. Decaimento beta - Um elétron é emitido a partir de um nêutron dentro do núcleo, transformando o nêutron em um próton e consequentemente aumentando o número atômico em um.
3. Decaimento gama - É uma forma de radiação eletromagnética com carga e massa nulas [2][3].

### Leis do decaimento radioativo
As teorias e leis da desintegração radioativa foram basicamente estabelecidas por Ernest Rutherford e Frederick Soddy em 1902. Segundo a teoria, a taxa de decaimento de um átomo instável é diretamente proporcional ao número de átomos restantes a qualquer tempo t. Transformando em uma fórmula matématica obtem-se:
{\displaystyle N_{d}=N{d}^{0}+N_{p}[e^{t\lambda }-1]}
Onde {\displaystyle N{d}} = Número de átomos finais (Radioativo); {\displaystyle N_{d}^{0}} = Número de átomos iniciais (Radiogênico); {\displaystyle N_{p}}= Número original de átomos (Radioativo) {\displaystyle \lambda } = Constante de desintegração;  t = unidade de tempo transcorrido.
Sabe-se que a constante de desintegração é pouco influenciada pelas condições de pressão, temperatura e o tipo de ligação química.

## Os métodos
Uma grande variedade de ferramentas ou métodos geocronológicos podem ser empregados para estimar quantitativa ou qualitativamente a datação de rochas e sedimentos. Existem técnicas para datar todos os materiais geológicos, de bilhões de anos a registros históricos:
- A datação pela série U é o mais confiável método para datar o Quaternário (os últimos 2 milhões de anos), carbonato e sílica sedimentares, e material fóssil.
- A datação do Quaternário provê um registro de mudanças climáticas e geologicamente recentes mudanças no meio ambiente.
- A geocronologia por U-Pb de zircão, baddeleyita, e monazita é usada para determinar a idade de disposição de rochas ígneas de todas as composições, na faixa de idade do Terciário (últimos 65 milhões de anos) ao Arqueano Inicial (3,8 bilhões de anos).
- Datação por U-Pb de minerais metamórficos, tais como zircão, titanita e monazita são usados para datar eventos térmicos, incluindo impactos meteoríticos terrestres, e para determinar histórias termocronológicas de terrenos.
- Datação por U-Pb de zircão em sedimentos é usada para determinar a proveniência de sedimentos.
- Estratigrafia de isótopos de estrôncio é um método que usa medidas extremamente precisas de isótopos de Sr de fósseis marinhos em conjunção com a conhecida composição isotópica de Sr da água do mar através do tempo para prover a datação do fóssil. Esta técnica pode também ser usada para determinar idades para outros processos geológicos, tais como a dolomitização.
- 40Ar/39Ar provê datações isotópicas variando de 10 mil a bilhões de anos de idade com 0,1-0,5% de precisão.
- Datação potássio-argônio, assim como a datação argônio-argônio (40Ar/39Ar) são usadas para datar rochas metamórficas, ígneas e vulcânicas. São também usadas para datar camadas de cinzas vulcânicas ou sítios paleonantropológicos sobrepostos. O limite mais recente para o método argônio-argônio é de poucos milhares de anos. Devido a sua meia vida, a técnica potássio-argônio é mais aplicável para datar minerais e rochas com mais de 100 mil anos.
- Tefrocronologia data cinzas vulcânicas e tufo numa faixa dos últimos 15 milhões de anos.
- 14C ou datação por radiocarbono data material com carbono orgânico, e tem uma limitação em torno de 100 mil anos.
- Termoluminescência provê idades em uma faixa de 100 a 800 mil anos.
- 210Pb tem uma curta meia-vida, e data material dos últimos 150 a 200 anos.

## Áreas de aplicação da geocronologia[6]

#### Geologia
Auxilia na compreensão da formação e evolução de montanhas, bacias sedimentares, vulcões e continentes.

#### Arqueologia
Permite a datação de artefatos, monumentos e sítios arqueológicos, revelando a cronologia e o desenvolvimento das civilizações antigas.

#### Paleoclimatologia
Estuda as mudanças climáticas do passado por meio da análise de rochas, sedimentos e outros registros geológicos.

#### Paleontologia
Determinar a idade de fósseis e reconstruir a história da vida na Terra.

#### Recursos naturais
Auxiliar na exploração de minérios, petróleo e gás natural, identificando áreas com potencial de exploração.